# José Rius
José Rius y Casas (* 21. März 1867 in Barcelona; † 18. Dezember 1940 in Saragossa) war ein spanischer Mathematiker.
Rius studierte an der Universität Barcelona mit dem Lizenziat 1887 und wurde 1889 an der Universität Complutense Madrid (Universidad Central) promoviert (damals die einzige spanische Universität, die Doktorgrade vergab). Im selben Jahr wurde er Assistent an der Sternwarte in Madrid und war ab 1890 unbezahlter Dozent an der Universidad Central. Er lehrte aber Mathematik an der Kunst- und Handwerksschule (Escuela de Artes y Oficios) und war ab 1892 deren Direktor. 1898 wurde er Professor für Analysis in Granada und wechselte im selben Jahr, nach einem Wettbewerb, auf einen Lehrstuhl an der Universität Saragossa. 1937 wurde er emeritiert.
Mit Zoel García de Galdeano und Leonardo Torres Quevedo gründete er die Mathematikzeitschrift Revista Trimestral de Matemáticas, die 1901 bis 1906 erschien. Davor gab es als Fachzeitschriften für Mathematik in Spanien nur El Progreso Matemático von Galdeano (1891 bis 1900) und das Archivo de Matematicas Puras y Aplicadas (1898 bis 1899 in Valencia, herausgegeben von Luis Gonzalo Gascó).
1904 erhielt er die Goldmedaille von Saragossa und war zweimal in dessen Stadtrat. Er war ab 1892 Mitglied der Königlichen Akademie der Wissenschaften von Barcelona. Er nahm am Internationalen Mathematikerkongress in Paris 1900 teil (mit Galdeano und Quevedo).
Er war ab 1891 mit Carmen Gelabert y Solá verheiratet, mit der er elf Kinder hatte.

## Schriften (Auswahl)
- Origen y propiedades fundamentales de las funciones elípticas, Madrid: Imp. Luis Aguado, 1889.
- Restos mínimos según el módulo 100 de los números naturales que sean potencias perfectas, Zaragoza: Tipografía de G. Casañal, 1919.